# The Circus Starring Britney Spears
The Circus Starring Britney Spears var en konsertturné av Britney Spears.

## Program
Akt 1: The Circus
- "Welcome to the Circus" (Video Introduction)
- "Circus"
- "Piece of Me"
- "Thunderstorm" (framträdande-mellanspel)
- "Radar"

Akt 2: House of Fun (Anything Goes)
- "Martial Arts Segue" (framträdande-mellanspel) (med LAZRtag Remix av "Gimme More")
- "Ooh Ooh Baby"/"Hot as Ice"
- "Boys" (The Co-Ed Remix)
- "If U Seek Amy"
- "You Oughta Know" 1
- "Me Against the Music" (Bollywood Remix)
- "Everytime"
- "I'm Scared" 2

Akt 3: Freakshow/Peepshow
- "Everybody's Looking for Something" (videomellanspel) (med "Sweet Dreams (Are Made of This)")
- "Freakshow"
- "Get Naked (I Got a Plan)"
- "Mannequin" 3
- Britney's Hotline (framträdande-mellanspel) (innehåller element ur "Breathe on Me", "Boys", "I'm a Slave 4 U" och i"Gimme More")
- "Breathe on Me"/"Touch of My Hand"

Akt 4: Electro Circ
- "Band Jam Segue" (bandmellanspel) (innehåller element ur "Circus")
- "Do Somethin'"
- "I'm a Slave 4 U"
- "Heartbeat" (dansmellanspel) (med "Lollipop", "American Boy", "Don't Stop the Music", "Closer" och andra låtar)
- "Toxic"
- "...Baby One More Time"

Encore
- "Break the Ice" (videomellanspel) (innehåller element ur "Run the Show", "Gimme More" och "I'm a Slave 4 U")
- "Womanizer"
- "Circus" (Reprise: The Bow)

1 Framförd från 5 september till 18 september 2009.
2 Framförd den 3 mars 2009.
3 Framförd från 5 juli till 26 juli 2009.